# Melanophthalma rhenana

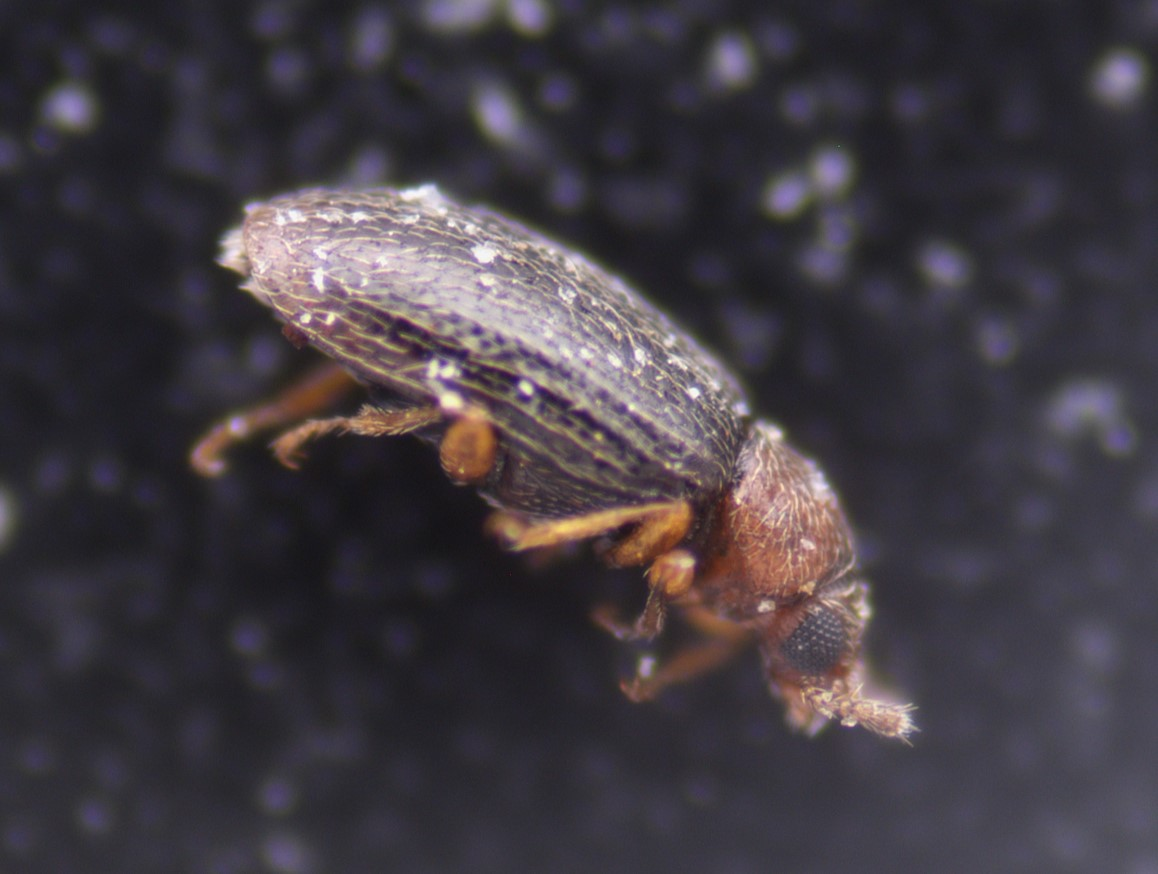
Seitenansicht

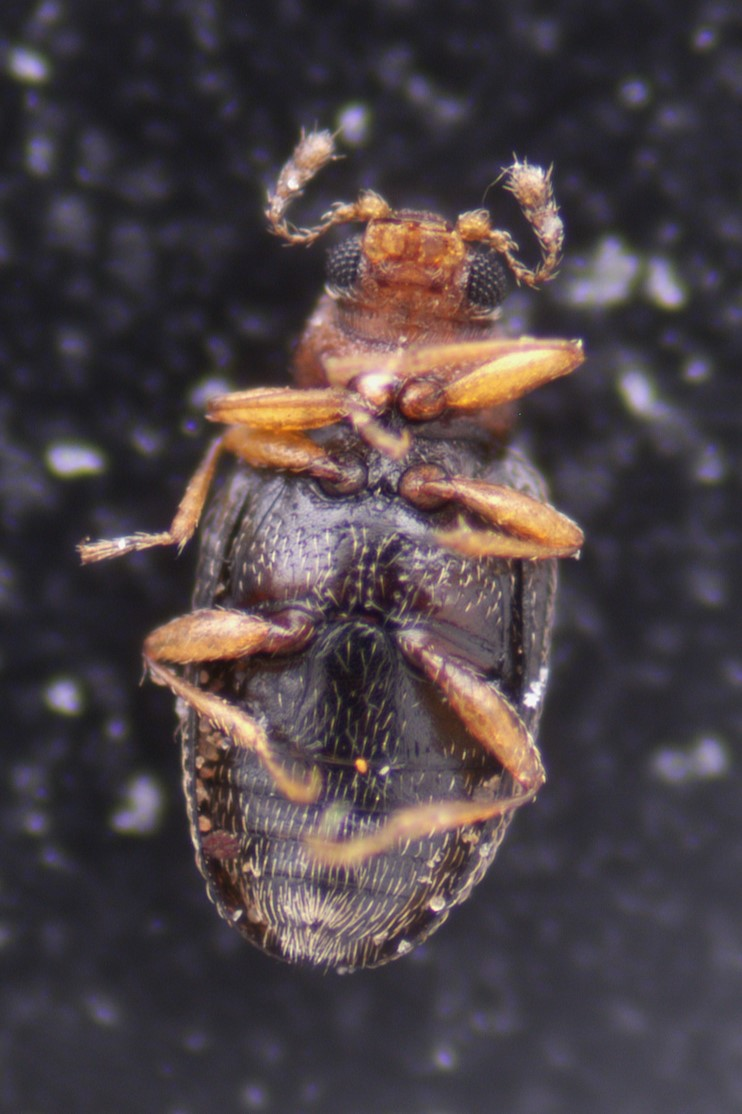
Ventralansicht

Melanophthalma rhenana  ist ein Käfer aus der Familie der Moderkäfer (Latridiidae). Die Art wurde 2007 von Wolfgang Rücker und Colin Johnson erstbeschrieben. Der Artname rhenana bezieht sich auf Rhenus, eine latinisierte Form des Flusses Rhein. Fundort des Holotyps ist Neuwied am Mittelrhein.

## Taxonomie
Die Art gehört zur taurica-Gruppe innerhalb der Untergattung Melanophthalma. Die Vertreter dieser Gruppe sind gewöhnlich nur über eine Genitaluntersuchung der Männchen sicher zu bestimmen.

## Merkmale
Die Käfer sind 1,51–1,64 mm lang. Die Männchen sind in der Regel kleiner als die Weibchen. Die ausgewachsenen Käfer sind zweifarbig, wobei Kopf und Halsschild (Pronotum) gelbbraun gefärbt sind, die Elytren (Flügeldecken) dagegen dunkelbraun. Der Körper der Käfer ist mit kurzen anliegenden weißen Härchen bedeckt. Die 11-gliedrigen Fühler sowie die Beine sind gelbbraun. Die 9-gliedrige Fühlergeißel setzt sich aus 6 Funikulargliedern sowie 3 Keulengliedern zusammen. Die vorderen Tibien sind ohne Zähnchen. Die Tarsen sind häufig angedunkelt. Das dritte vordere Tarsenglied besitzt einen spitzen Zahn, der nach vorne gebogen ist. An den Hinterecken des Halsschilds befindet sich jeweils ein kleines Zähnchen. Der Seitenrand des Halsschilds ist auf Höhe der Mitte schwach angewinkelt. Das erste Sternit weist Schenkellinien auf. Der Aedoeagus ist in ventraler Ansicht gleichmäßig stark gebogen. In lateraler Ansicht endet der Aedoeagus in einer gleichmäßig scharfen Spitze.

## Verbreitung
Funde von Melanophthalma rhenana gibt es aus Südwestdeutschland (hauptsächlich entlang dem Rhein und dem Neckar) sowie aus Ostdeutschland entlang der Elbe und im Berliner Raum. Weiterhin gibt es Nachweise der Art aus Mitteleuropa, Frankreich, Spanien, Sardinien, Sizilien, Bulgarien, Kleinasien und aus dem Iran.

## Lebensweise
Melanophthalma rhenana trifft man häufig zusammen mit anderen Moderkäferarten wie Corticarina similata und Cortinicara gibbosa an. Die Käfer findet man auf welken oder verschimmelten Blättern und Blüten von Europäischem Pfeifenstrauch, Vogelkirsche, Steinweichsel, Gemeinem Flieder und Pflaume. Guéorguiev et al. (2023) konnten ein Männchen aus Früchten der Weißbeerigen Mistel züchten. Die Käfer ernähren sich vermutlich von Schimmelpilzen. Die ausgewachsenen Käfer überwintern, beispielsweise in verlassenen Psychidensäcken.